# Intercrosse
L'intercrosse és un joc de pilota on hi participen dos equips, formats per un porter i quatre jugadors, que utilitzen un bastó amb una cistella de plàstic flexible al final, per recollir, transportar, passar i tirar una pilota, tot intentant marcar gol en la porteria de l'equip contrari. L'equip que aconsegueix més gols és el guanyador. L'intercrosse és un joc molt dinàmic i ràpid que exigeix un important treball d'equip.

## Normes
Les regles de l'intercrosse s'articulen al voltant de quatre fonaments bàsics: 
- Córrer sempre. El jugador que té la pilota no pot caminar sinó que està obligat a córrer o a passar-la.
- La pilota és del primer que la cobreix. Quan la pilota queda lliure a terra, passarà a mans del jugador que la cobreixi primer amb la seva raqueta.
- Sense contacte. No està permès cap mena de contacte, ni de cos amb cos, ni de raqueta amb raqueta, ni de raqueta amb cos.
- Cinc segons. Cinc segons és el temps màxim que un jugador pot tenir la pilota. D'aquesta manera s'obliga els jugadors al treball en equip i s'eviten al màxim les individualitats.

## Orígens de l'intercrosse
El/la crosse és un dels jocs amerindis més coneguts que es jugava de maneres diferents en gairebé totes les tribus, tant en les dels actuals territoris del Canadà com en les dels Estats Units. El seu nom original és baggataway, però els primers colonitzadors francesos li van canviar per la de crosse per la semblança del pal o raqueta utilitzat pels indis amb el bàculs d'un bisbe.
Per als antics indis, el baggataway servia per preparar els joves guerrers per als rigors de la guerra. El baggataway era inicialment un joc violent que desenvolupava, entre altres aspectes, el costum de jugar en equip o de protegir-se dels cops dels adversaris. Això permetia als ancians d'escollir els guerrers més susceptibles d'esdevenir caps perquè en el joc havien demostrat més força i coratge.
El baggataway tenia, també, un marcat component místic. L'indi, jugant, se sentia vinculat a la natura i testimoniava la seva adhesió als fenòmens divins, tot oferint al Creador la seva vitalitat i la seva força. Els guerrers es preparaven a fons des de força temps abans, amb exercicis, banys, abtinència sexual i dietes apropiades per a un millor rendiment.
Abans de l'inici del partit, els dos equips acordaven:
- El nombre de jugadors, que podia sobrepassar el centenar per equip;
- Els límits del terreny, que podia tenir de cent cinquanta metres fins a un quilòmetre i mig
- El premi o l'aposta en joc. A cada extrem del camp, un arbre o un pal clavat a terra representaven les porteries. L'objectiu del joc consistia a fer-hi colpejar una pilota de fusta o de cuir. La pilota podia ser llançada o transportada amb la raqueta, però mai no podia ser tocada amb les mans o amb els peus. Un partit podia durar diversos dies.